# USS N-5 (SS-57)
USS N-5 (SS-57) – zbudowany w stoczni Lake Torpedo Boat Company amerykański dwukadłubowy okręt podwodny typu N z grupy czterech okrętów tego typu opracowanych przez Simona Lake’a. Stępkę pod okręt położono 10 kwietnia 1915 roku, zwodowano go 22 marca 1917 roku, po czym został przyjęty do służby w amerykańskiej marynarce wojennej 13 czerwca 1918 roku. Jednostka operowała w ramach amerykańskiej floty podwodnej do 19 kwietnia 1922 roku, kiedy wycofano ją ze służby.